# فكري أباظة (ممثل)
فكري أباظة (19 يوليو 1950 - 18 نوفمبر 2004)، ممثل مصري، كانت بدايته في السينما في السبعنيات شارك بفيلم (البنات لازم تتجوز) عام 1973، ثم فيلم (الحساب يا مدموزيل) عام 1976، لتتوالى أعماله ما بين السينما والتلفزيون، من أبرز أعماله (أيام السادات، سري للغاية، محمود المصري). وهو الأخ الأصغر غير الشقيق للممثل رشدي أباظة.

## أعمال

### أفلام
| - يوم الكرامة: 2004- العقيد/ طلعت نصر - جرانيتا: 2001 - أيام السادات: 2001- عبد الحكيم عامر - حبيبتي من تكون: 2000- د. كامل - الكلام في الممنوع: 2000- مصطفى علوي المحامي - ابتزاز: 1999 - حائط البطولات: 1998- دكتور مجدي - هروب مع سبق الإصرار: 1997- أشرف | - إنذار بالقتل: 1996 - الطيب والشرس والجميلة: 1994- فتحي حسين - حالة اشتباه: 1992- مفتش المباحث - دسوقي أفندي في المصيف: 1992 - مذبحة الشرفاء: 1991 - سري للغاية: 1986- الرائد خالد - الخط الساخن: 1986 - منزل العائلة المسمومة: 1986- طارق | - الحكم آخر الجلسة: 1985 - حتى لا يطير الدخان: 1984- مدحت شلبي - انا في عينيه: 1981 - الأقوياء: 1980- الصحفي سالم - من يدفع الثمن؟: 1980 - قصة الحي الغربي: 1979 - ضاع العمر يا ولدي: 1978 | - وادي الذكريات: 1978 - ليلة لا تنسى: 1978 - أين المفر ؟..: 1977 - كفاني يا قلب: 1977 - أنا لا عاقلة ولا مجنونة: 1976 - الحساب يا مدموازيل: 1976 - البنات لازم تتجوز: 1973 |

### مسلسلات
| - الجانب الآخر من الشاطىء: 2005 - قلب النهار: 2004 - عيش أيامك: 2004 - محمود المصري: 2004- بهجت حمدان - الحب والعنف: 2004 - إمام الدعاة: 2003 | - تحت الريح: 2003 - الخيول: 2002 - أوراق مصرية (ج2، 3): 2002، 2004 - بولي خادم الملك - أميرة في عابدين: 2002 - ضيف شرف - بين شطين و مية: 2002 - الكومي: 2001 | - حروف النصب: 2000 - مسعد - ومنين أجيب ناس: 1998 - أحلام وردية: 1998 - سنوات الشقاء والحب: 1998 - أبناء دهشان: 1997 - الصبار: 1995 | - عروس البحر: 1993 - هشام - القناع الزائف: 1980 - سمير - المجهول: 1977 - الشاطئ المهجور: 1977 - الضمير:مسلسل - الشمس تشرق دائما:مسلسل |

### سهرة تلفزيونية
- المتهمة: ضابط شرطة
- زمن الحنين بدور شاكر
- اللصوص: شاكر